# Daniel Pilon
Daniel Pilon (Montréal, 13 novembre 1940 – Montréal, 26 giugno 2018) è stato un attore canadese.

## Filmografia parziale

### Cinema
- Le Viol d'une jeune fille douce, regia di Gilles Carle (1968)
- I sette senza gloria (Play Dirty), regia di André De Toth (1969)
- La via lattea (La Voie lactée), regia di Luis Buñuel (1969)
- Red, regia di Gilles Carle (1970)
- Malpertuis, regia di Harry Kümel (1971)
- Les Smattes, regia di Jean-Claude Labrecque (1972)
- Quelques arpents de neige, regia di Denis Héroux (1972)
- Ispettore Brannigan, la morte segue la tua ombra (Brannigan), regia di Douglas Hickox (1975)
- Starship Invasions, regia di Ed Hunt (1977)
- Plague, regia di Ed Hunt (1979)
- Obsessed, regia di Robin Spry (1987)
- Malarek, regia di Roger Cardinal (1988)
- Scanners 3 (Scanners 3: The Takeover), regia di Christian Duguay (1992)
- The Assignment - L'incarico (The Assignment), regia di Christian Duguay (1997)
- The Ultimate Weapon, regia di Jon Cassar (1998)
- Island of the Dead - L'isola della morte (Island of the Dead), regia di Tim Southam (2000)
- Prima dell'apocalisse (Left Behind: The Movie), regia di Vic Sarin (2000)
- Sola nel buio (Blind Terror), regia di Giles Walker (2001)
- Adrenalina blu - La leggenda di Michel Vaillant (Michel Vaillant), regia di Louis-Pascal Couvelaire (2003)
- Shoot 'Em Up - Spara o muori! (Shoot 'Em Up), regia di Michael Davis (2007)

### Televisione
- Massarati and the Brain, regia di Aaron Spelling – film TV (1983)
- Masquerade – serie TV, un episodio (1983)
- Dallas – serie TV, 9 episodi (1984-1985)
- I Ryan (Ryan's Hope) – soap opera, 110 puntate (1983-1988)
- Sentieri (Guiding Light) – soap opera, 27 puntate (1988-1989)
- La signora in giallo (Murder, She Wrote) – serie TV, episodio 8x11 (1992)
- Il tempo della nostra vita (Days of Our Lives) – soap opera, 27 puntate (1992)
- Largo Winch – serie TV, un episodio (2001)
- Vampire High – serie TV, 4 episodi (2001-2002)
- The Lathe of Heaven, regia di Philip Haas – film TV (2002)

## Doppiatori italiani
Nelle versioni in italiano delle opere in cui ha recitato, Daniel Pilon è stato doppiato da:
- Dario Penne in La via lattea
- Angelo Nicotra in Ispettore Brannigan, la morte segue la tua ombra
- Gabriele Carrara in Dallas
- Franco Ferri in Sentieri
- Gino La Monica in La signora in giallo
- Marco Mori in Vampire High
- Saverio Moriones in Shoot 'Em Up - Spara o muori!